# Purity Wako
Purity Kategaya Wako (Ibanda) és una coach, nutricionista i activista ugandesa.

## Biografia
Wako va néixer a Ibanda i va estudiar a la Makerere University Business School (MUBS). Actualment viu a la capital del país, Kampala. A través del seu activisme, Wako promou l'empoderament de les dones ugandeses i defensa que totes les dones tinguin drets legals en el matrimoni.
Com a senga (consellera tradicional sobre sexe per les dones joves), Wako aconsella les noves dones sobre com complaure els seus marits, però amplia el paper, amb l'objectiu que les dones ugandeses tinguin els mateixos drets que els homes en el matrimoni. Wako va fundar la seva pròpia empresa, KweraBITS, l'any 2013.
L'any 2019 va ser inclosa entre les 100 Dones de la BBC, una llista anual que agrupa les 100 dones més inspiradores i influents segons el mitjà de comunicació britànic.